# NGC 1420
NGC 1420 is een groep van 3 sterren in het sterrenbeeld Eridanus. Het hemelobject werd op 28 oktober 1865 ontdekt door de Duits-Deense astronoom Heinrich Louis d'Arrest.